# زنان در اکوادور
زنان در اکوادور به‌طور کلی مسئول تربیت و مراقبت از کودکان و خانواده‌ها هستند. به‌طور سنتی، مردان نقش فعالی نداشته‌اند. زنان روز به روز بیشتری به نیروی کار پیوسته‌اند که منجر به انجام برخی کارهای خانه توسط مردان و مشارکت بیشتر در مراقبت از فرزندان خود شده است. این تغییر تا حد زیادی تحت تأثیر انقلاب لیبرال الوی آلفارو در سال ۱۹۰۶ قرار گرفت که در آن به زنان اکوادوری حق کار اعطا شد.
حق رای زنان در سال ۱۹۲۹ اعطا شد.
به دلیل ساختارهای اجتماعی سنتی، دختران بیشتر از پسران توسط والدین خود محافظت می‌شوند. از سوی دیگر، به نظر می‌رسد زنان اکوادوری کمتر مورد حمایت قرار می‌گیرند، زیرا با مشکلات زیادی از جمله خشونت خانگی، فقر و عدم دسترسی مناسب به مراقبت‌های بهداشتی مواجه خواهند شد.